# تپه قوشه توت
تپه قوشه توت مربوط به دوران پیش از تاریخ ایران باستان است و در شهرستان تربت جام، بخش صالح آباد، روستای قشه توت واقع شده و این اثر در تاریخ ۲۴ تیر ۱۳۸۲ با شمارهٔ ثبت ۹۲۴۴ به‌عنوان یکی از آثار ملی ایران به ثبت رسیده است.